# Bailleul (Somme)
Pour les articles homonymes, voir Bailleul.
Bailleul est une commune française située dans le département de la Somme en région Hauts-de-France.
Depuis le 29 juillet 2020, la commune fait partie du parc naturel régional Baie de Somme - Picardie maritime.

## Géographie

### Localisation
Bailleul est un village picard du Vimeu.
À vol d'oiseau, la localité est située à 9 km au sud-est d'Abbeville, 10 km au nord-ouest d'Airaines, 10 km au nord-est de Oisemont,  10 km à l'ouest de Longpré-les-Corps-Saints et à 35 km au nord-ouest d'Amiens.
Le territoire de la commune est limitrophe de ceux de six communes.
Les communes limitrophes sont  Bray-lès-Mareuil, Hallencourt, Huchenneville, Liercourt, Limeux et Érondelle.

### Hydrographie

#### Réseau hydrographique
La commune est située dans le bassin Artois-Picardie. Elle est drainée par la rivière de Bellifontaine, le Café du Renard et un autre petit cours d'eau.

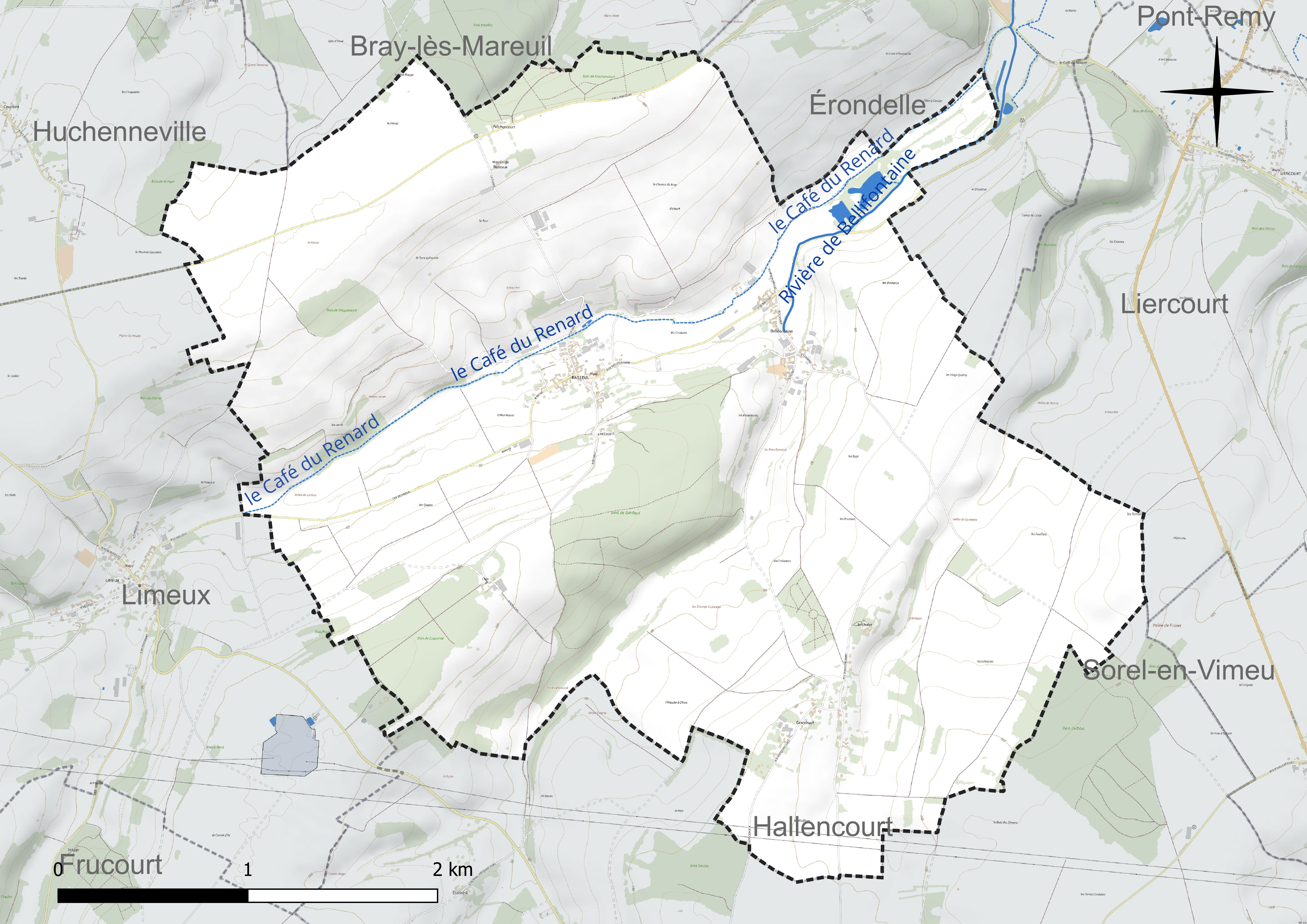
Réseau hydrographique de Bailleul.

#### Gestion et qualité des eaux
Le territoire communal est couvert par le schéma d'aménagement et de gestion des eaux (SAGE) « Somme aval et Cours d'eau côtiers ». Ce document de planification concerne un territoire de 1 835 km2 de superficie, délimité par le bassin versant de la Somme canalisée. Le périmètre a été arrêté le 29 avril 2010 et le SAGE proprement dit a été approuvé le 6 août 2019. La structure porteuse de l'élaboration et de la mise en œuvre est le syndicat mixte d'aménagement hydraulique du bassin versant de la Somme (AMEVA).
La qualité des cours d'eau peut être consultée sur un site dédié géré par les agences de l'eau et l'Agence française pour la biodiversité.

### Climat
Pour des articles plus généraux, voir Climat des Hauts-de-France et Climat de la Somme.
En 2010, le climat de la commune est de type climat océanique altéré, selon une étude du CNRS s'appuyant sur une série de données couvrant la période 1971-2000. En 2020, Météo-France publie une typologie des climats de la France métropolitaine dans laquelle la commune est exposée à un climat océanique. Elle est située dans la région climatique Côtes de la Manche orientale, caractérisée par un faible ensoleillement (1 550 h/an) ; forte humidité de l'air (plus de 20 h/jour avec humidité relative > 80 % en hiver), vents forts fréquents.
Pour la période 1971-2000, la température annuelle moyenne est de 10,3 °C, avec une amplitude thermique annuelle de 12,8 °C. Le cumul annuel moyen de précipitations est de 761 mm, avec 12,3 jours de précipitations en janvier et 8 jours en juillet. Pour la période 1991-2020, la température moyenne annuelle observée sur la station météorologique la plus proche, située sur la commune d'Abbeville à 9 km à vol d'oiseau, est de 11,0 °C et le cumul annuel moyen de précipitations est de 806,2 mm,. Pour l'avenir, les paramètres climatiques de la commune estimés pour 2050 selon différents scénarios d'émission de gaz à effet de serre sont consultables sur un site dédié publié par Météo-France en novembre 2022.

## Urbanisme

### Typologie
Au 1er janvier 2024, Bailleul est catégorisée commune rurale à habitat dispersé, selon la nouvelle grille communale de densité à sept niveaux définie par l'Insee en 2022.
Elle est située hors unité urbaine. Par ailleurs la commune fait partie de l'aire d'attraction d'Abbeville, dont elle est une commune de la couronne,. Cette aire, qui regroupe 73 communes, est catégorisée dans les aires de 50 000 à moins de 200 000 habitants,.

### Occupation des sols
L'occupation des sols de la commune, telle qu'elle ressort de la base de données européenne d'occupation biophysique des sols Corine Land Cover (CLC), est marquée par l'importance des territoires agricoles (88,1 % en 2018), une proportion identique à celle de 1990 (88,1 %). La répartition détaillée en 2018 est la suivante : 
terres arables (70,8 %), forêts (11,9 %), prairies (11,6 %), zones agricoles hétérogènes (5,7 %). L'évolution de l'occupation des sols de la commune et de ses infrastructures peut être observée sur les différentes représentations cartographiques du territoire : la carte de Cassini (XVIIIe siècle), la carte d'état-major (1820-1866) et les cartes ou photos aériennes de l'IGN pour la période actuelle (1950 à aujourd'hui).

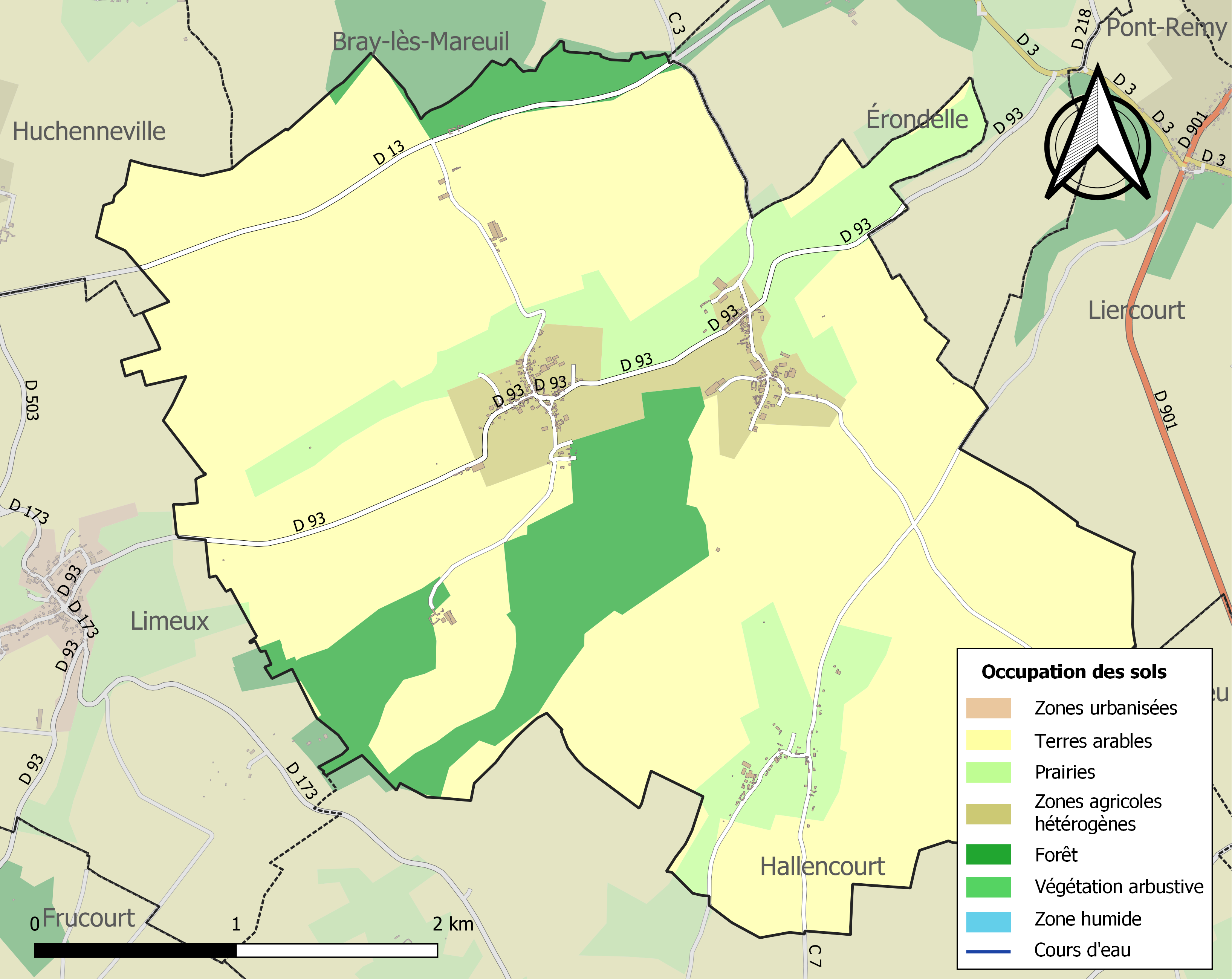
Carte des infrastructures et de l'occupation des sols de la commune en 2018 (CLC).

## Toponymie
Le nom de la localité est attesté sous les formes Baillol (1109.) ; Ballolium (1138.) ; Ballolum (1171.) ; Baillolium (1208.) ; Balleolum (1230.) ; Baiellum (1259.) ; Bailleul (1260.) ; Bailloil (1269.) ; Ballieul (1273.) ; Bailloeul (1300-1323.) ; Bailluel (1301.) ; Bailleul-en-Vimmeu (1363.) ; Baillœul (1369.) ; Bailloul (1638.) ; Bailleuil (1761.) ; Bailleul-lès-Cocquerel (1750.) ; Bailleul-Gransart (1851.).
Ce toponyme est issu du latin balliculum (« palissade »), ou d'un mot de base baculum (« bâton ») et le suffixe diminutif -eolum de présence et dérive de l'ancien français baille, clôture, barrière, désignant un endroit clos bailleul. Dans ce cas, le village a été nommé d'après la palissade qui l'entourait. Ce nom représente aussi un dérivé de bail qui signifie tuteur, gouverneur, ancien nom de dignité employé comme sobriquet .

## Histoire
- Un grand nombre d'antiquités romaines ont été trouvées au hameau de Bellifontaine. Ernest Prarond évoque une source située sous les arbres derrière l'église de Bellifontaine et où, pense-t-il en se basant sur la proximité du « camp de César » (le camp de Liercourt, situé au-dessus de la ferme du Becquerel), les soldats romains venaient s'approvisionner en eau.
- Il y avait à Bailleul un château avec seigneurie dont est issu au XIIIe siècle Enguerrand de Bailleul, amiral de France, et plus généralement la famille de Bailleul (Balliol), qui accéda au trône d'Ecosse en 1292. Le château, qui appartint aux rois d'Écosse (Jean de Bailleul (Balliol), roi d'Écosse détrôné en 1296, y revint mourir en 1305), fut finalement détruit par les ducs de Bourgogne[20].
- L'héritière Ada de Bailleul, sœur du roi Jean Balliol, transmet ses droits à sa fille Christine/Chrétienne Lindesay, qui marie en 1280 Enguerrand V de Coucy : d'où la suite des sires de Bailleul par leur fils Guillaume de Coucy, père de Raoul de Montmirail, lui-même père de Blanche de Coucy-Montmirail qui porte l'héritage à son mari Hugues II, comte de Roucy (fin du XIVe siècle).
- Menant sa campagne de France, le roi Henry V d'Angleterre vint camper à Bailleul le 13 octobre 1415 (soit douze jours avant la bataille d'Azincourt).
- Jeanne de Roucy, fille de Jean VI de Roucy et petite-fille de Blanche de Coucy et Hugues II de Roucy, épouse Robert de Sarrebruck-Commercy en 1417. Leur fille Marie de Sarrebruck épouse en 1451 Jean II de Melun d'Antoing et d'Epinoy : 
  - d'où la suite des sires de Bailleul jusqu'à Louise-Elisabeth de Melun (1712-1755 ; fille de Louis-Gabriel de Melun-Gand et petite-fille de Charles-Alexandre-Albert de Melun-Gand, ce dernier ayant hérité Bailleul de son père Guillaume III de Melun d'Epinoy, 1588-1635) ; Louise-Elisabeth se maria trois fois : en 1735 avec son cousin germain Jean-Alexandre-Théodose de Melun-Gand (1710-1738 ; prince d'Epinoy en 1724), puis en 1739 avec Louis de Melun-Maupertuis († 1763 ; mariage annulé), enfin en 1742 avec Gilbert-Alyre VII-Antoine, marquis de Langheac (1690-1780 ; grand-père par une autre union de Gilbert-Alyre IX).
- Vente des terres et seigneurie de Bailleul en 1780 à Louis-René de Belleval, marquis de Bois-Robin et de Longuemort (1744-1807), dernier seigneur de Bailleul avant la Révolution[21].
- En juin 1940, de violents combats se sont déroulés sur le territoire communal.
- Au cours de la Seconde Guerre mondiale, un site de lancement de V1 est bombardé par les alliés à Bois-Coquerel[22].

## Politique et administration

### Rattachements administratifs et électoraux
La commune fait partie de l'arrondissement d'Abbeville du département de la Somme, en région Hauts-de-France. Pour l'élection des députés, elle dépend depuis 1958 de la troisième circonscription de la Somme.
Elle faisait partie depuis  1793 du canton de Hallencourt. Dans le cadre du redécoupage cantonal de 2014 en France, la commune intègre le canton de Gamaches.

### Intercommunalité
La commune faisait partie de la Communauté de communes de la Région d'Hallencourt créée par un arrêté préfectoral du 29 décembre 1995.
Dans le cadre des dispositions de la loi portant nouvelle organisation territoriale de la République du 7 août 2015, qui prévoit que les établissements publics de coopération intercommunale (EPCI) à fiscalité propre doivent avoir un minimum de 15 000 habitants, cette intercommunalité fusionne avec la communauté de communes de l'Abbevillois et celle de la Baie de Somme sud pour former, le 1er janvier 2017, la communauté d'agglomération de la Baie de Somme dont la commune est désormais membre.
L'évolution de l'intercommunalité de la forme juridique de la communauté de communes à celle de la communauté d'agglomération implique une plus grande intégration se traduisant par un plus grand nombre de compétences transférées par les communes concernées.

### Liste des maires
| Période                                  | Période                       | Identité        | Étiquette | Qualité |
| ---------------------------------------- | ----------------------------- | --------------- | --------- | --- |
| Les données manquantes sont à compléter. |                               |                 |           | |
| mars 1983                                | 2008                          | Etienne Dallery | CNIP      | |
| mars 2008                                | En cours (au 15 juillet 2020) | Fabrice Frion   |           | Vice-président de la CC de la Région d'Hallencourt (2014 →2016 ) Vice-président de la CA Baie de Somme(CABS) (2017 → ) Réélu pour le mandat 2020-2026, |

## Population et société

### Démographie
L'évolution du nombre d'habitants est connue à travers les recensements de la population effectués dans la commune depuis 1793. Pour les communes de moins de 10 000 habitants, une enquête de recensement portant sur toute la population est réalisée tous les cinq ans, les populations de référence des années intermédiaires étant quant à elles estimées par interpolation ou extrapolation. Pour la commune, le premier recensement exhaustif entrant dans le cadre du nouveau dispositif a été réalisé en 2008.

En 2022, la commune comptait 252 habitants, en évolution de −8,03 % par rapport à 2016 (Somme : −1,26 %, France hors Mayotte : +2,11 %).
| 1793 | 1800 | 1806 | 1821 | 1831 | 1836 | 1841 | 1846 | 1851 |
| ---- | ---- | ---- | ---- | ---- | ---- | ---- | ---- | ---- |
| 615  | 641  | 683  | 712  | 842  | 788  | 872  | 917  | 915  |

| 1856 | 1861  | 1866  | 1872  | 1876 | 1881 | 1886 | 1891 | 1896 |
| ---- | ----- | ----- | ----- | ---- | ---- | ---- | ---- | ---- |
| 906  | 1 000 | 1 016 | 1 015 | 629  | 604  | 546  | 507  | 512  |

| 1901 | 1906 | 1911 | 1921 | 1926 | 1931 | 1936 | 1946 | 1954 |
| ---- | ---- | ---- | ---- | ---- | ---- | ---- | ---- | ---- |
| 454  | 466  | 441  | 361  | 319  | 315  | 301  | 252  | 251  |

| 1962 | 1968 | 1975 | 1982 | 1990 | 1999 | 2006 | 2008 | 2013 |
| ---- | ---- | ---- | ---- | ---- | ---- | ---- | ---- | ---- |
| 240  | 255  | 226  | 248  | 223  | 232  | 255  | 262  | 278  |

| 2018 | 2022 | - | - | - | - | - | - | - |
| ---- | ---- | - | - | - | - | - | - | - |
| 259  | 252  | - | - | - | - | - | - | - |

### Enseignement
En matière d'enseignement primaire, l'école est fermée depuis 1992. L'école de rattachement se trouve à Hallencourt.

## Culture locale et patrimoine

### Lieux et monuments
- Monument aux morts[30].
- Église Saint-Martin de Bailleul (Somme)
- Église à Bellifontaine.
- Motte castrale de Bailleul

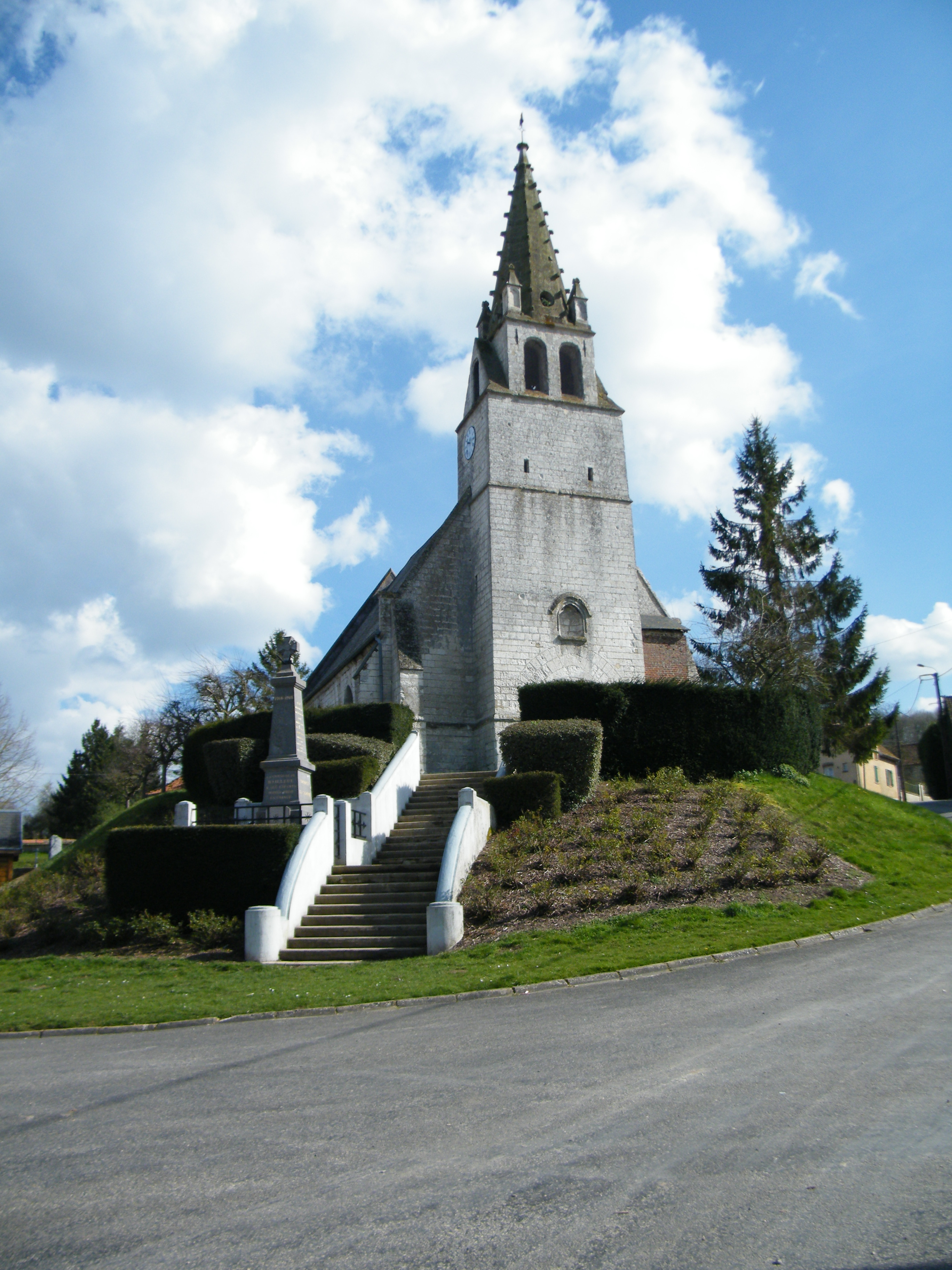
L'église est haut-perchée.
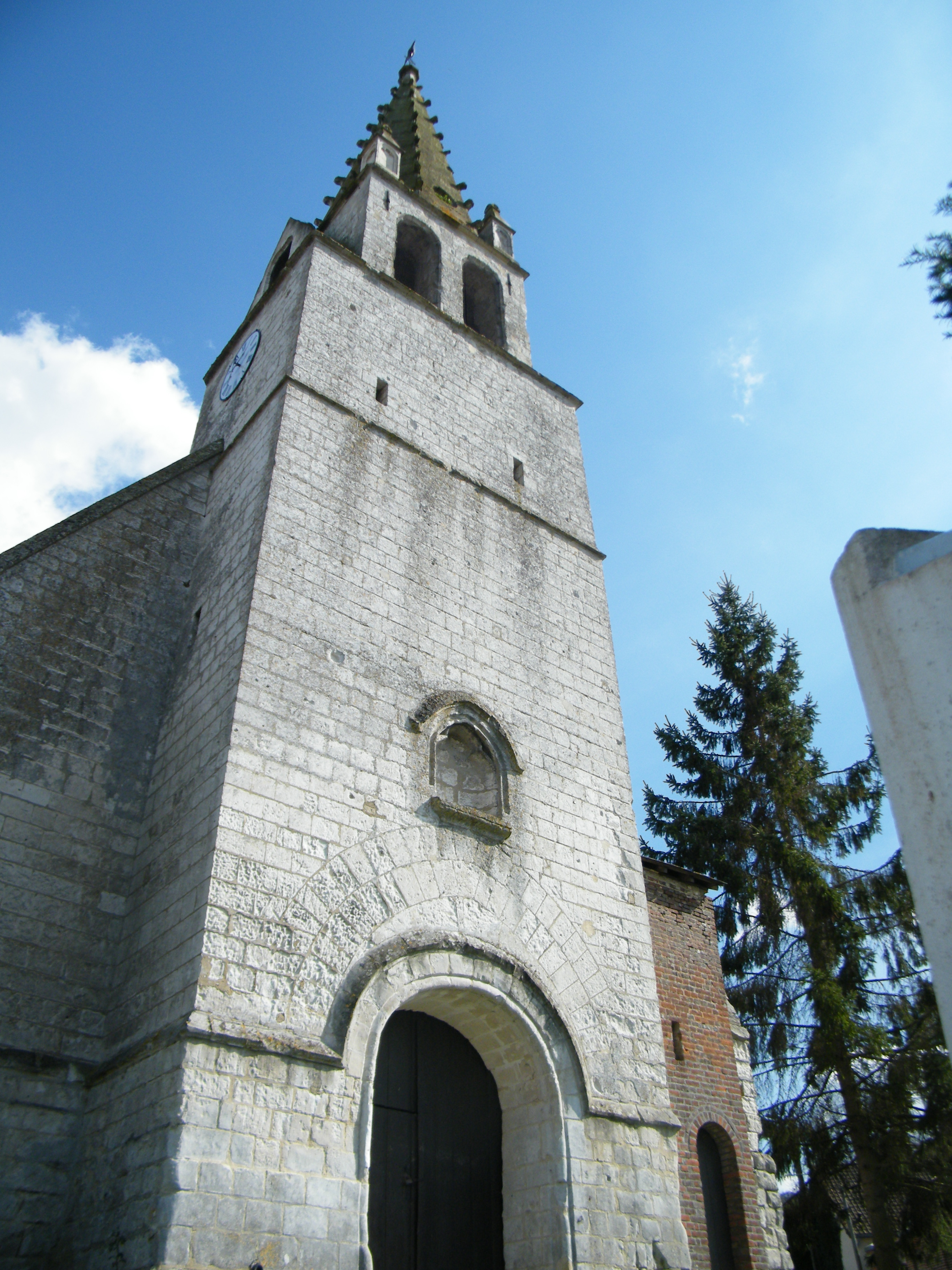
Le clocher de l'église.
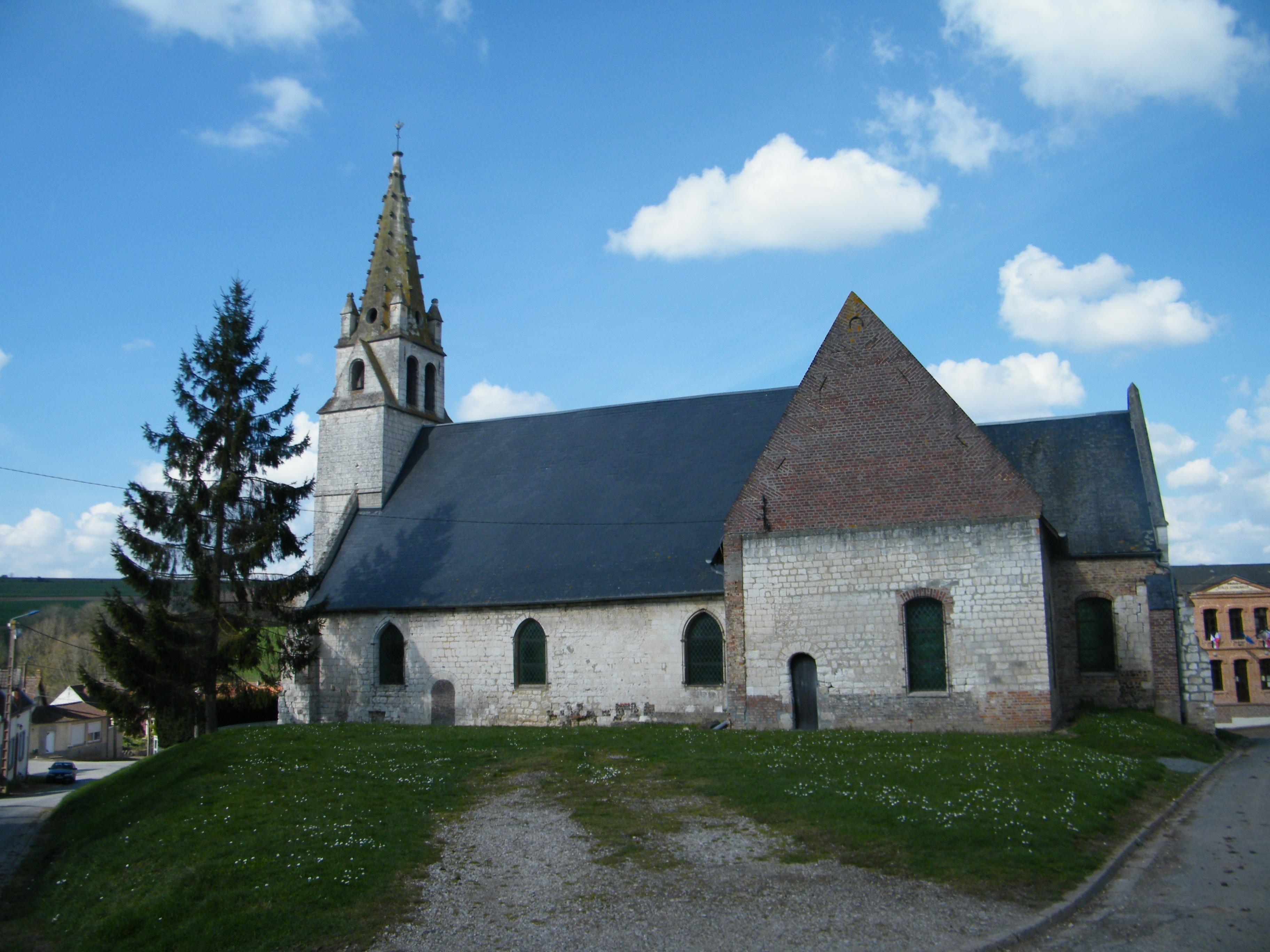
L'église côté sud.
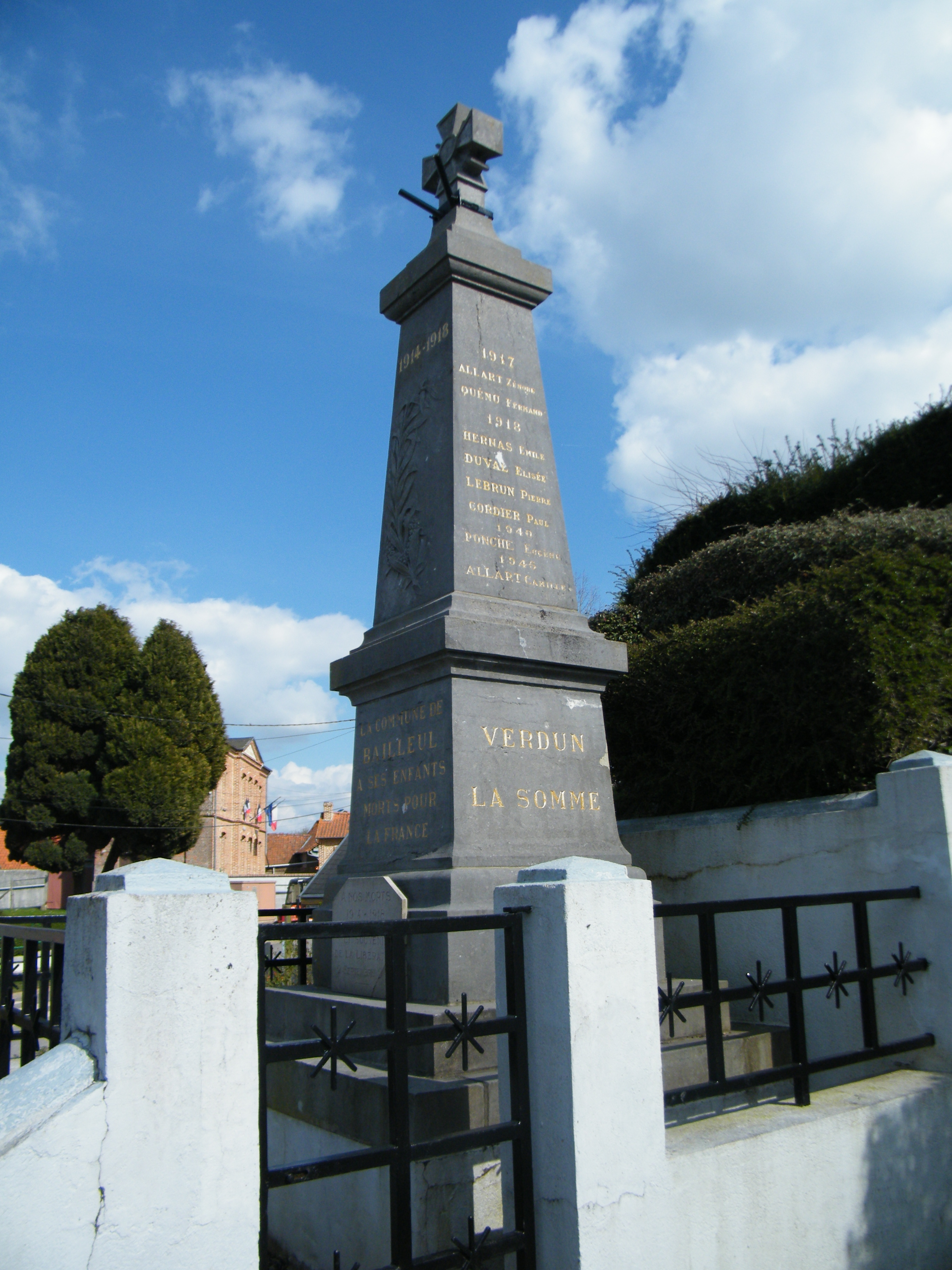
Monument aux morts pour la patrie.
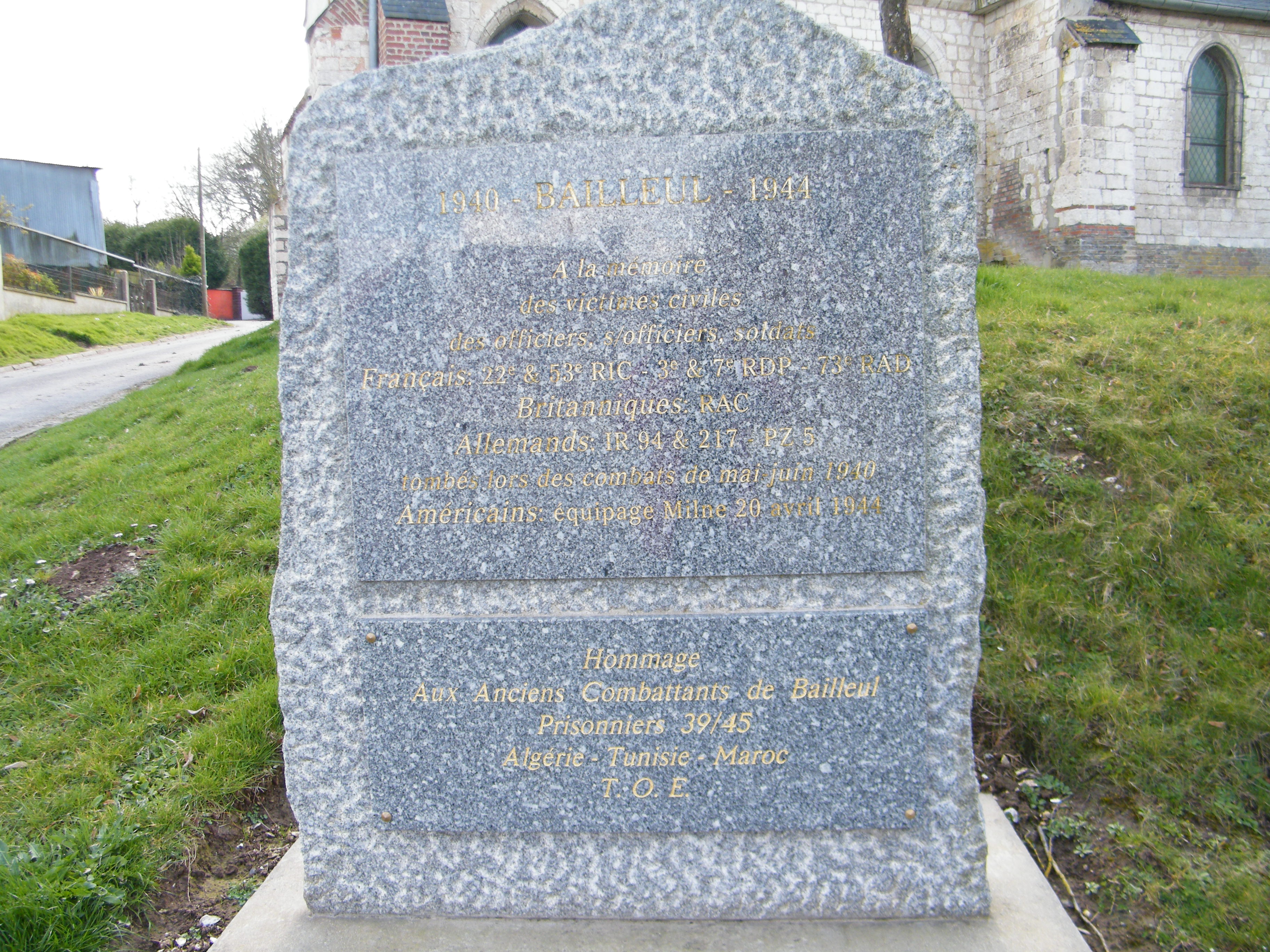
Stèle commémorative de la Seconde Guerre mondiale et CATM.
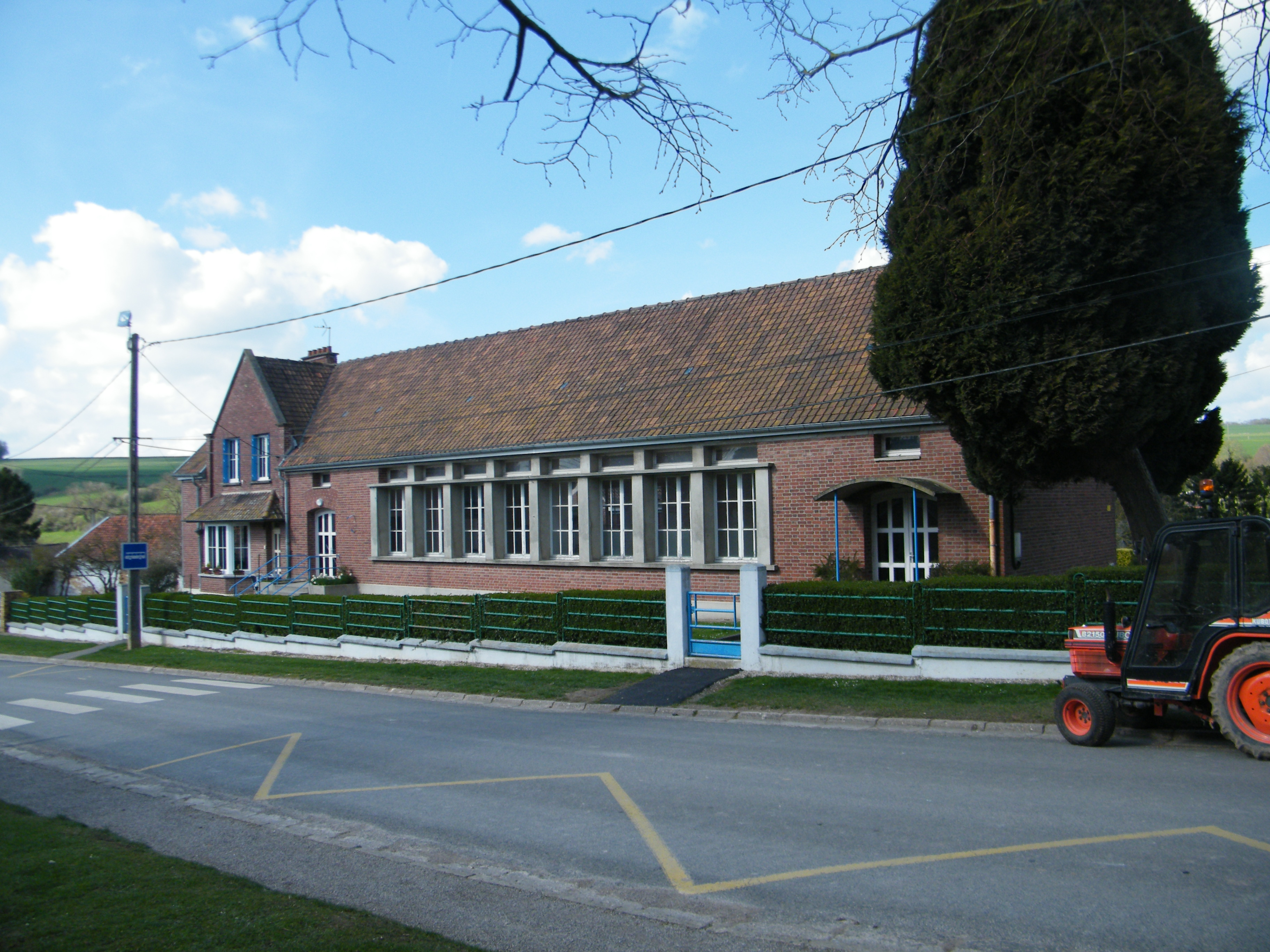
L'ancienne école.
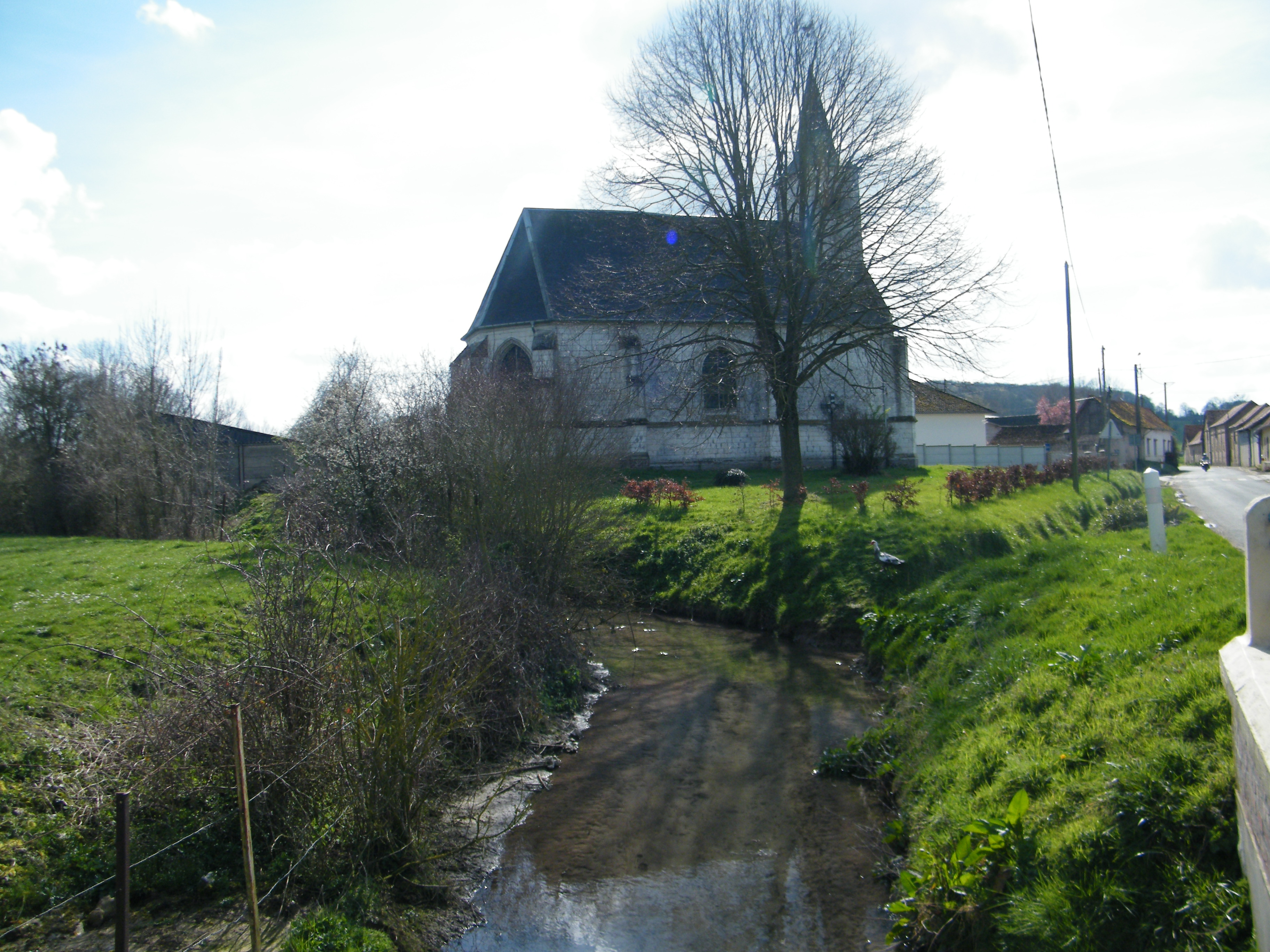
L'église de Bellifontaine.
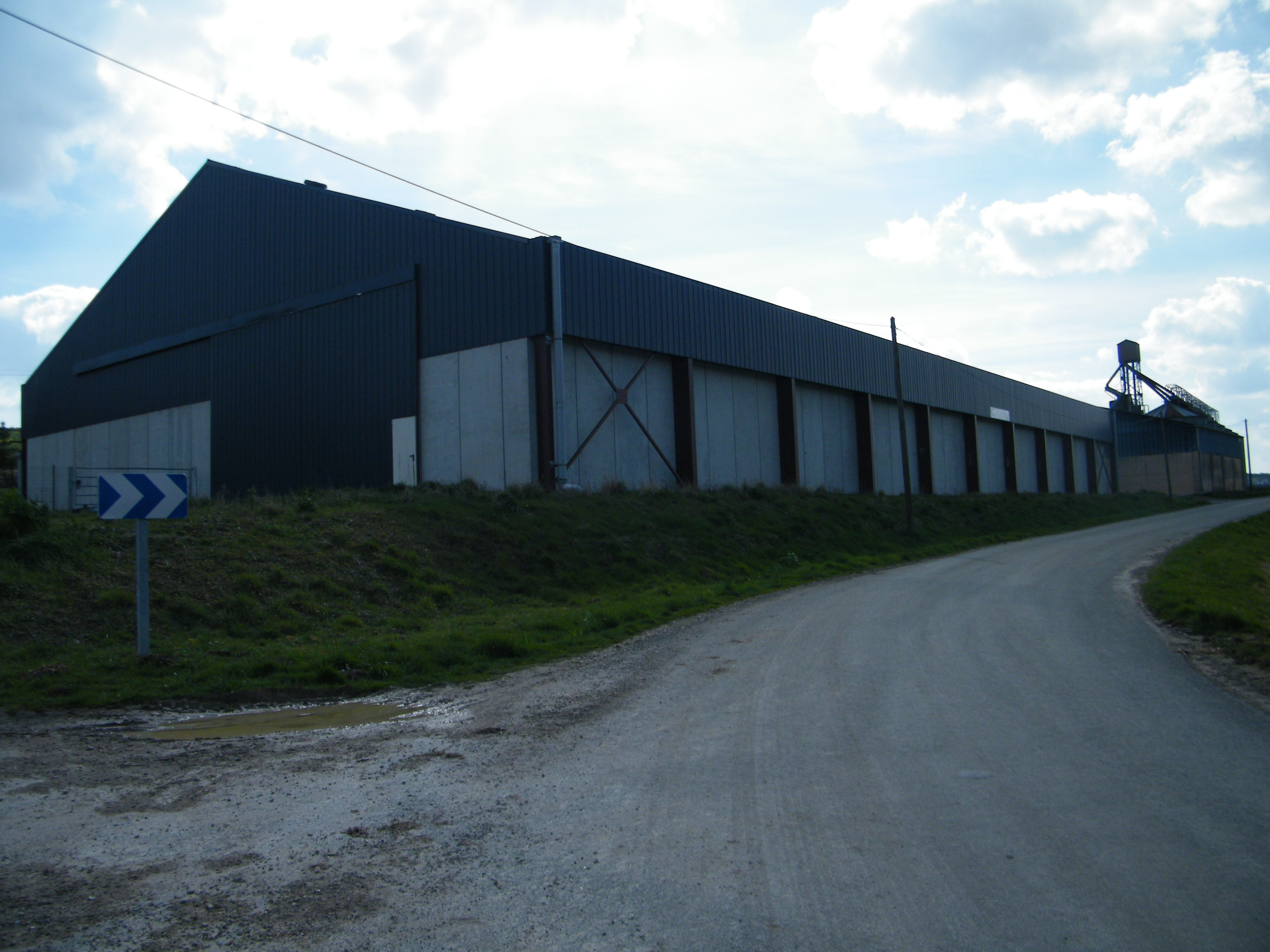
Stockage agricole à l'entrée du village.
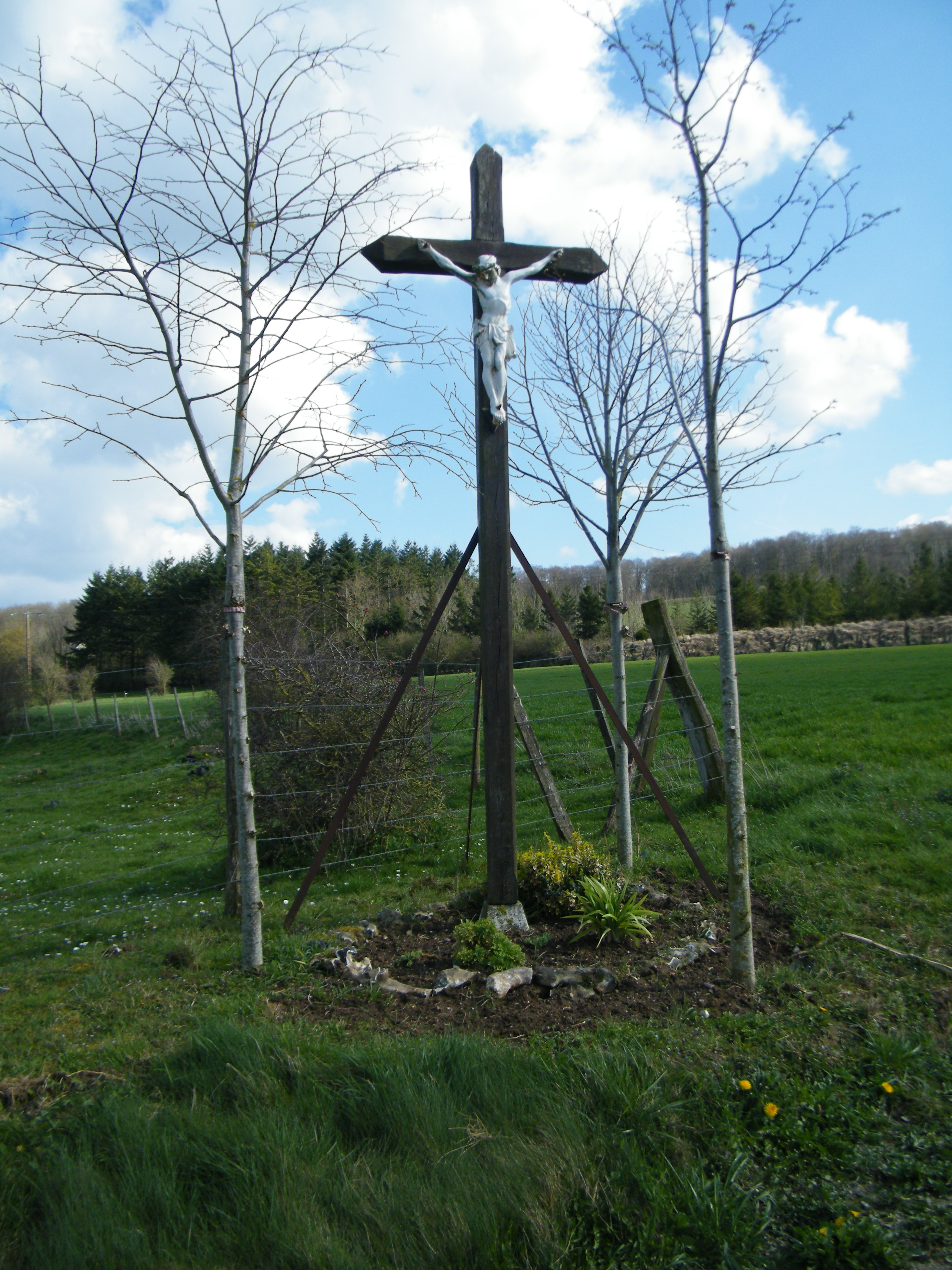
Calvaire à l'entrée du village.
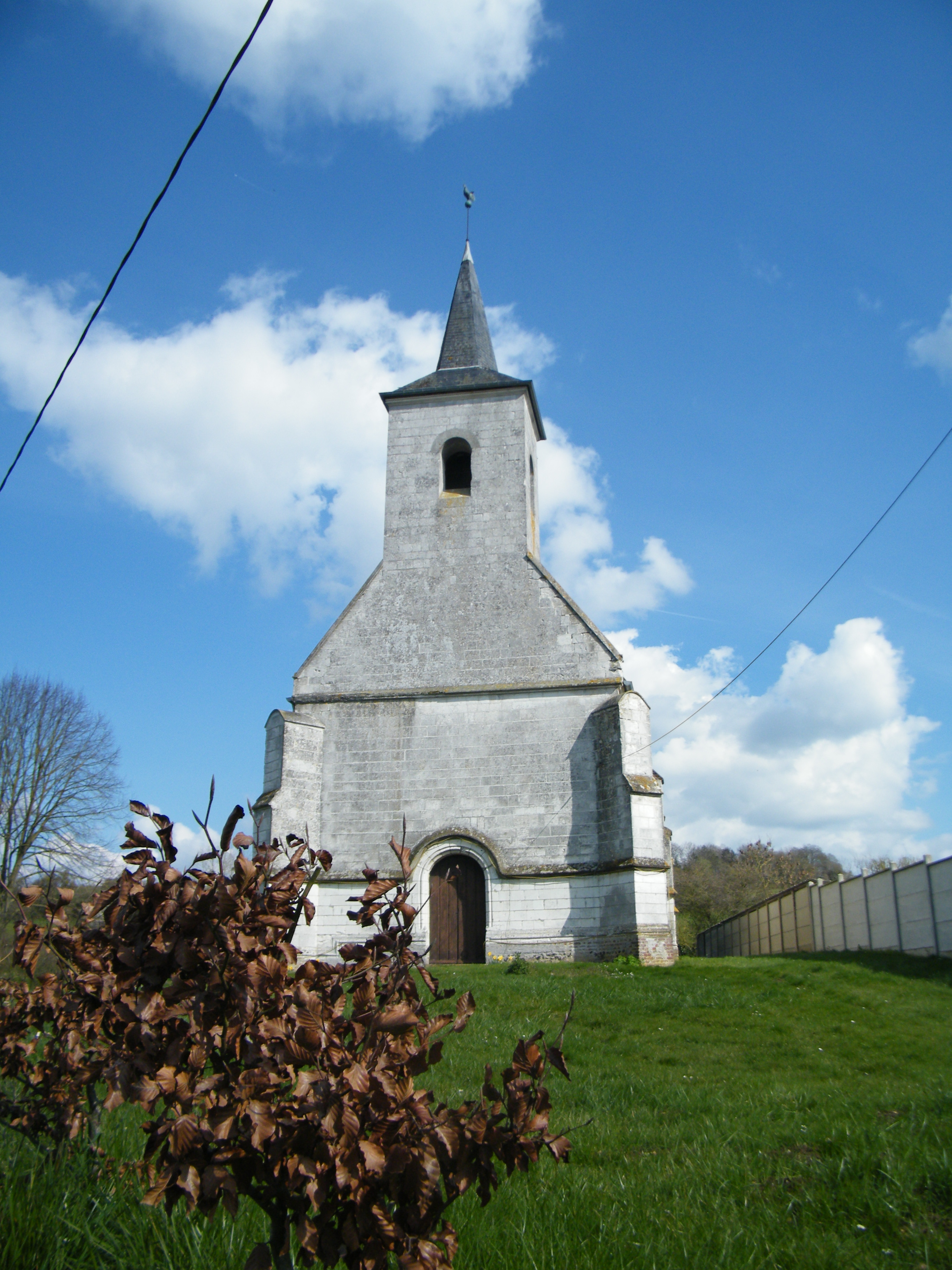
Le clocher de l'église de Bellifontaine.

### Héraldique
| Blason de Bailleul | Blason  | D'hermine à l'écusson de gueules. |
| Blason de Bailleul | Détails | Utilisé par la commune.           |

### Personnalités liées à la commune
La famille Balliol, d'importance dans l'histoire d'Angleterre et d'Écosse, porte son nom d'ici.

## Pour approfondir